# Capilla de la Expectación (Mezquita-catedral de Córdoba)
La capilla de la Expectación, también conocida como de Nuestra Señora de la O, es una capilla ubicada en el muro oriental de la Mezquita-catedral de Córdoba. 

## Historia
Fue fundada el 12 de abril de 1364 por Juan Sánchez de Funes, trece de Córdoba, y su mujer Leonor González. Sánchez de Funes donó 400 maravedíes por la capilla y en ese año 1364 enterró en ella a su hija Marina. La capilla sufrió una segunda fundación, entonces llamada capilla de los Funes, por el chantre Pero González de Hoces el 16 de abril de 1489 quien ordenó su enterramiento en ella. El chantre dispuso como patronos al deán y cabildo de Córdoba a cambio de celebrar diez festivos; las constituciones se aprobaron en 1554, aunque los capítulos se moderaron debido a un pleito de los capellanes ante el obispo Cristóbal de Rojas en 1566. Unos siglos más tarde, en 1743, se renovó toda la capilla porque iba a venirse abajo. La compusieron los capellanes muy decente con el dinero que hicieron de sus rejas laterales, añadiendo ellos lo que faltó. Se estrenó el día 18 de diciembre de 1743. Pintó Pedro Ruiz Morián Moreno.
El retablo parece que está realizado en dos etapas diferentes. Una zona central enmarcada por dos estípites y ático, probablemente de esta renovación de 1743, y el óleo sobre lienzo que representa la Anunciación, realizada por el pintor Pedro Ruiz Morián Moreno. Sobre los estípites hay dos medallones que representan a Juan Bautista de niño y Juan Evangelista. En el ático, un crucificado del siglo XVI. En las hornacinas se encuentran dos esculturas de ángeles arrodillados y sobre la pintura central, el escudo de la familia Hoces.
Asimismo, la capilla también alberga dos tapices flamencos de 1690 de la colección catedralicia de Alejandro Magno. Representan el entierro de Darío I y la batalla del Gránico. Formaba parte de una colección de quince tapices para ennoblecer procesiones, especialmente la del Corpus Christi. Aunque eran quince, nueve se vendieron en 1906 a Florentino Ramírez para restaurar los seis restantes que estaban en pésimo estado. Otros dos se encuentran en la capilla de San Simón y San Judas, uno en la sala capitular y el último en la capilla de San Pedro mártir.
Además, la capilla alberga dos lienzos que representan el encuentro de Jesús con María en la Vía Dolorosa con una filacteria en latín con un texto de las Lamentaciones que dice: Vosotros, todos los que pasáis por el camino, mirad y ved si hay dolor semejante al dolor que me atormenta. El altar está realizado con mármol rojo de Cabra decorado con una cenefa dorada; en el centro, tres azucenas de plata, flor símbolo de María.

## Incendio
El 8 de agosto de 2025 a las 21:10 se originó un incendio en la capilla anexa a la Expectación que funcionaba de almacén. Las llamas alcanzaron a la capilla de la Expectación y, tras la intervención de los bomberos, las vigas de la techumbre, que fueron restauradas en 2015, no aguantaron el peso del agua y colapsaron, sufriendo daños las obras y el retablo.